# 2MASS J16122764-2156407
2MASS J16122764-2156407 ist ein L0-Zwerg im Sternbild Skorpion. Er wurde 2008 von Nicolas Lodieu et al. entdeckt.